# Culicoides yasumatsui
Culicoides yasumatsui är en tvåvingeart som beskrevs av Tokunaga 1941. Culicoides yasumatsui ingår i släktet Culicoides och familjen svidknott. Inga underarter finns listade i Catalogue of Life.